# Маргарет, графиня на Сноудън
Принцеса Маргарет, графиня на Сноудън, родена Принцеса Маргарет Роуз Йоркска (21 август 1930 в замъка Гламис, Шотландия – 9 февруари 2002 в Лондон, Англия), е най-малкото дете на крал Джордж VI и на кралица Елизабет и единствената сестра на  кралица Елизабет II. 
Тя е родена, когато родителите й са херцози на Йорк и прекарва голяма част от детството си с тях и по-голямата си сестра. Животът й се променя на 6-годишна възраст, когато баща й наследява британския трон след абдикацията на брат му Едуард VIII. Сестрата на Маргарет става  престолонаследница, като Маргарет е втора в линията за наследяване на трона. Нейната позиция в линията на наследяване намалява през следващите десетилетия, когато се раждат децата и внуците на Елизабет. По време на Втората световна война двете сестри остават в замъка Уиндзор въпреки предложенията да бъдат евакуирани в Канада. През войната Маргарет е твърде млада, за да изпълнява официални задължения и да продължи образованието си: тя е на девет години, когато войната избухва, и навършва петнадесет веднага след края на военните действия.
От 50-те години тя се превръща в една от най-известните светски личности в света, известна с бляскавия си начин на живот и любовните си афери. Тя се влюбва в Питър Таунсенд, женен офицер от Кралските военновъздушни сили. През 1952 г. баща й умира, сестра й става кралица и Таунсенд се развежда със съпругата си. Той предлага брак на Маргарет в началото на следващата година. Мнозина в правителството вярват, че той би бил неподходящ съпруг за 22-годишната сестра на кралицата, а архиепископът на Кентърбъри отказва да одобри брака й с разведен мъж. Маргарет е принудена да се откаже от плановете си за брак с Таунсенд. През 1960 г. се омъжва за фотографа Антъни Армстронг-Джоунс, когото Елизабет прави граф на Сноудън. Двойката има две деца, Дейвид и Сара. Бракът им не върви, като и двамата започват извънбрачни връзки. Те се разделят през 1976 г. и се развеждат през 1978 г. Маргарет не се омъжва повторно.
Маргарет е противоречив член на британското кралско семейство. Разводът й получава много негативна публичност, а личният й живот дълги години е обект на спекулации от медиите и кралските наблюдатели. През целия си живот се бори да балансира независимия си дух и артистичен темперамент със задълженията си като член на кралското семейство на Великобритания.
Здравето й се влошава през последните двадесет години от живота й. Тя е заклета пушачка през по-голямата част от живота си и претърпява белодробна операция през 1985 г., пристъп на пневмония през 1993 г., както и три инсулта между 1998 и 2001 г. Умира на 71 години след четвъртия си инсулт.

## Ранни години
Принцеса Маргарет е родена на 21 август 1930 г. в замъка Гламис в Шотландия, домът на майчините й предци, Наричана е „Марго“ в кралското семейство. Тя е първият член на кралското семейство по права наследствена линия, роден в Шотландия от 17 век насам. Министърът на вътрешните работи Дж. Р. Клайнс присъства на раждането, за да го потвърди. Актът й за раждане се забавя с няколко дни, за да не бъде вписана под номер 13 в енорийския регистър. При раждането си Маргарет е четвърта в линията за наследяване на британския трон. Тя е по-малката дъщеря на принц Албърт, херцог на Йорк (бъдещ крал Джордж VI), и Елизабет, херцогиня на Йорк (бъдеща кралица Елизабет, кралицата майка). Баща й е вторият син на крал Джордж V и кралица Мери, а майка й е най-малката дъщеря на Клод Боуз-Лайън, 14-ти граф на Стратмор и Кингхорн, и Сесилия Боуз-Лайън, графиня на Стратмор и Кингхорн. Херцогинята на Йорк първоначално иска да кръсти втората си дъщеря Ан Маргарет, както тя обяснява на кралица Мери в писмо. Джордж V не харесва името Ан, но одобрява алтернативата Маргарет Роуз. Маргарет е кръстена в частния параклис на Бъкингамския дворец на 30 октомври 1930 г. от Космо Ланг, архиепископ на Кентърбъри. Нейните кръстници са принцът на Уелс Едуард (чичо й, представен от брат му принц Джордж), принцеса Ингрид Шведска (братовчедка на баща й, представена от друга негова братовчедка, лейди Патриша Рамзи), принцеса Виктория Великобританска (леля на баща й), лейди Роуз Левъсон-Гоуър (вуйна) и Дейвид Боуз-Лайън (вуйчо).
Ранният живот на Маргарет преминава главно в резиденциите на семейство Йорк на Пикадили 145 (тяхната градска къща в Лондон) и Роял Лодж в Уиндзорския замък. Семейство Йорк са възприемани от обществото като идеално семейство, въпреки че неоснователните слухове, че Маргарет е глухоняма, не са напълно разсеяни до първото й основно публично появяване на сватбата на чичо й принц Джордж през 1934 г.
Маргарет е образована заедно със сестра си Елизабет от тяхната шотландска гувернантка Марион Крауфорд. Образованието й се ръководи главно от майка й, която по думите на Рандолф Чърчил „никога не е имала за цел да възпита дъщерите си като нещо повече от добре възпитани млади дами“. Когато кралица Мери настоява върху важността на образованието, майката на Маргарет коментира: „Не знам какво имаше предвид. В края на краищата аз и сестрите ми имахме само гувернантки и всички се омъжихме добре – една от нас много добре“. Маргарет негодува заради ограниченото си образование, особено в по-късните години, и отправя критики към майка си. Майка й обаче казва на приятел, че съжалява, че дъщерите й не са ходили на училище като другите деца, и наемането на гувернантка вместо да бъдат  изпратени на училище вероятно е било направено само по настояване на техния дядо Джордж V. Джеймс Матю Бари, автор на Питър Пан, чете приказки на сестрите като деца.
Дядото на Маргарет умира през януари 1936 г. и нейният чичо се възкачва на трона като Едуард VIII. По-малко от година по-късно, през декември 1936 г., Едуард абдикира, за да се ожени за Уолис Симпсън, два пъти разведена американка, която нито Англиканската църква, нито правителствата на Доминиона биха приели за кралица. Църквата не признава за валиден брака с разведена жена с жив бивш съпруг. Абдикацията на Едуард кара бащата на Маргарет неохотно да поеме трона и Маргарет става втора в линията за унаследяване, с титлата Принцеса Маргарет, за да покаже статусът й на дете на суверена. Семейството се премества в Бъкингамския дворец.
Маргарет е брауни (част от скаутска организация) в 1-ва брауни компания на Бъкингамския дворец, създадена през 1937 г. Тя също е момиче водач и по-късно морска рейнджърка. Тя е президент на Girlguiding UK от 1965 г. до смъртта си на 9 февруари 2002 г.
При избухването на Втората световна война принцесите Маргарет и Елизабет са в Бъркхол, в имението на замъка Балморал, където остават до Коледа 1939 г., издържайки на ледени нощи. Те прекарват Коледата в Сандрингам Хаус, преди да се преместят в замъка Уиндзор, извън Лондон, през по-голямата част от остатъка от войната. Лорд Хейлшам пише на Уинстън Чърчил, за да посъветва принцесите да бъдат евакуирани за по-голяма безопасност в Канада, на което майка им прочуто отговаря: „Децата няма да отидат без мен. Аз няма да си тръгна без краля. И кралят никога няма да си тръгне." В Уиндзор принцесите организират пантомими на Коледа в помощ на Фонда за вълна на кралицата, който купува прежда за плетене на военни облекла. През 1940 г. Маргарет седи до Елизабет по време на тяхното радио предаване за „Часът на децата“ на Би Би Си, обръщайки се към други деца, които са били евакуирани от градовете. Маргарет говори накрая, като пожелава лека нощ на всички деца.
За разлика от други членове на кралското семейство, от Маргарет не се очаква да поема никакви обществени или официални задължения по време на войната. Тя развива уменията си да пее и свири на пиано, често изпълнява мелодии от сценични мюзикъли. Нейните съвременници смятат, че тя е разглезена от родителите си, особено от баща си, който й позволява обичайно недопустими волности, като например да остава будна до вечеря на 13-годишна възраст.
Баща им описва Елизабет като неговата гордост, а Маргарет като неговата радост. Когато Елизабет се присъединява към Помощната териториална служба през 1945 г., Маргарет е изключително ревнива, оплаквайки се: „Родих се твърде късно!“,  тъй като е твърде млада, за да се присъедини.

## Следвоенни години
В края на войната през 1945 г. Маргарет се появява на балкона на Бъкингамския дворец със семейството си и Уинстън Чърчил. След това и Елизабет, и Маргарет се присъединяват към тълпите пред двореца, инкогнито, скандирайки: „Искаме краля, искаме кралицата!“ И двете се включват в празненствата на британските им съграждани, като танцуват на „hokey cokey“, „Lambeth Walk“ и конга. Те са ужасени да не бъдат разпознати, така че правят всичко възможно да останат скрити от погледа.
На 15 април 1946 г. Маргарет е потвърдена в Англиканската църква. На 1 февруари 1947 г. тя, Елизабет и техните родители тръгват на държавно турне в Южна Африка. Тримесечното посещение е първото посещение на Маргарет в чужбина и по-късно тя твърди, че си спомня всяка минута от него. Неин придружител е Питър Таунсенд, конник (адютант) на краля, който е доста строг към нея, понеже я смята за разглезено дете. През ноември 1947 г. Маргарет е шаферка на сватбата на сестра си принцеса Елизабет с Филип Маунтбатън. През следващите три години Елизабет и Филип имат две деца – принц Чарлз и принцеса Ан, чиито раждания придвижват Маргарет по-надолу по линията на наследяване.

### Групата на Маргарет
По времето на сватбата на Елизабет пресата започва да следи социалния живот на нетрадиционната Маргарет с нейната репутация на жизнена и остроумна жена. Младата жена с тънка талия и живи сини очи обича да общува с висшето общество и младите аристократи, включително Шарман Дъглас, дъщерята на американския посланик Луис Уилямс Дъглас. Прочута красавица, известна със своя блясък и усет към модата, Маргарет често е представяна в пресата на балове, партита и в нощни клубове с приятели, които стават известни като „Групата на Маргарет“. Броят на нейните официални ангажименти се увеличава (те включват обиколки в Италия, Швейцария и Франция) и тя се присъединява към нарастващ брой благотворителни организации като президентка или патрон.
Предпочитаните места на групата на Маргарет са Клуб 400, Кафене „Париж“ и ресторант „Мирабел“ в Лондон. През 1948 г. международните новини гласят, че годежът й с маркиза на Бландфорд Джон Спенсър-Чърчил ще бъде обявен на 18-ия й рожден ден. След това се спекулира и за други кандидати, като Питър Алистър Уорд, Били Уолъс и други. Групата също се смесва с известни личности, включително американският певец и актьор Дани Кей, когото тя среща, след като гледа изпълнението му в Лондонския паладиум през февруари 1948 г. Скоро той е приет в кралския социален кръг. През юли 1949 г., на маскенбал в резиденцията на американския посланик, Маргарет изпълнява кан-кан на сцената, придружена от Дъглас и десет други костюмирани момичета. Следва суматоха в пресата, като Кей отрича, че е научил Маргарет на танца. Интересът на пресата към нея е натрапчив. 
През 1952 г., въпреки че Маргарет посещава партита и балове на дебютантки с приятели като Дъглас и Марк Бонам Картър, групата й рядко е виждана заедно. През май 1953 г. тя се запознава с певеца Еди Фишър, когато той пее на Червения, белия и синия бал. Тя се скарва с него през 1957 г., но години по-късно Фишър все още твърди, че нощта, в която я запознава, е най-голямата тръпка в живота му. През юни 1954 г. групата на Маргарет изпълнява пиесата на Едгар Уолъс „Жабата“ в театър „Скала“ в Лондон. Тя е организирана от сегашната най-добра приятелка на Маргарет Джудит Венеция Монтагю с Маргарет като асистент-режисьор. Привлича похвали за набирането на £10 500 за благотворителност, но и критики за лошо изпълнение. До средата на 50-те години, въпреки че все още се вижда на модни нощни заведения и театрални премиери, групата на Маргарет се разпада, т.к. членовете й се женят. 

### Любовни афери и преса (1947–1959)
Пресата оживено обсъжда „най-подходящото неомъжено момиче в света“ и нейните предполагаеми връзки с повече от 30 ергени, включително Дейвид Маунтбатън, румънеца Михай I, Джордж Езмънд Доминик Елиът, Колин Тенант (бъдещ барон Гленконър), принц Хенри фон Хесен-Касел и бъдещият канадски министър-председател Джон Търнър. Повечето имат титли и почти всичките са богати. Лорд Бландфорд и лорд Далкит, и двамата богати синове на херцози, са най-вероятните потенциални съпрузи на Маргарет. Съобщава се, че семейството й се е надявало, че Маргарет ще се омъжи за Далкит, но за разлика от него Маргарет не проявява интерес. Били Уолъс, единствен наследник на състояние от 2,8 милиона паунда ( 93 млн. паунда днес) и стар приятел, е любимецът на Маргарет в средата на 50-те години. На партито за нейния 21-ви рожден ден в Балморал през август 1951 г. пресата е разочарована да снима само Маргарет с Таунсенд, който е винаги на фона на снимките на кралски изяви. На следващия месец баща й претърпява операция от рак на белите дробове и Маргарет е назначена за един от държавните съветници, които изпълняват официалните задължения на краля, докато той е недееспособен. Баща й умира пет месеца по-късно, на 6 февруари 1952 г., а сестра й става кралица Елизабет II.

## Връзка с Питър Таунсенд
По време на войната крал Джордж  VI предлага да се избират дворцови помощници, които са висококвалифицирани мъже от военните, вместо само аристократи. След като на принцесите казват, че е пристигнал красив военен герой, те се срещат с женения Питър Таунсенд, новия конник (адютант), в първия му ден в Бъкингамския дворец през 1944 г. Временното му назначение от три месеца от Кралските ВВС става постоянно. Кралят и кралицата харесват Таунсенд. Джордж VI вероятно е наясно с увлечението на дъщеря си по нетитулования и небогат мъж. Не е ясно кога започва връзката им. Маргарет казва на приятели, че се е влюбила в него по време на обиколката в Южна Африка през 1947 г., където често са ходели да яздят заедно. През ноември 1948 г. те присъстват на встъпването в длъжност на кралица  Юлиана Нидерландска. В по-късния си живот Таунсенд признава, че в този момент е имало привличане между тях, но нито един от тях не го е признал на другия. Не след дълго той открива, че съпругата му Розмари има извънбрачна връзка, която приключва. Историите за близостта на Маргарет и Питър след това се разсейват до края на 1950-те г., когато приятелството им изглежда се възобновява, съвпадайки с назначаването на Таунсенд за заместник-майстор на домакинството и разпадането на брака му. От пролетта на 1951 г. има няколко свидетелства за нарастващото им романтично привличане. Таунсенд казва, че любовта му към принцесата е започнала в Балморал през 1951 г. Той и съпругата му се разделят същата година.
Маргарет е съкрушена от смъртта на баща си и й са предписани успокоителни, за да й помогнат да заспи. За баща си тя пише: „Той бе толкова прекрасен човек, самото сърце и център на нашето щастливо семейство.“ Тя е утешена от своите дълбоко вкоренени християнски вярвания и понякога ходи на църква два пъти дневно. Тя отново се появява на събития със семейството си през април и се връща към обществените задължения и социалната сцена, когато официалният траур приключва през юни. Американските вестници отбелязват нарастващата й жизненост и спекулират, че би трябвало да е влюбена. С овдовялата кралица майка Маргарет се премества от Бъкингамския дворец в Кларънс Хаус през май 1953 г., докато новата кралица и семейството й се преместват от Кларънс Хаус в Бъкингамския дворец. След смъртта на Джордж VI Таунсенд е назначен за контрольор на домакинството на кралицата майка.
През юни 1952 г. отчужденото сем. Таунсенд е домакин на Маргарет, заедно със сестра й Елизабет и девер й Филип, на коктейл в дома им. Месец по-късно Розмари Таунсенд и нейният нов партньор Джон де Ласло присъстват на журирането на Кралското конно шоу в Уиндзор. Смята се, че романтиката между Маргарет и Таунсенд започва по това време. Първите съобщения, че двамата искат да се оженят са от август 1952 г., но те остават необичайни. Разводът на Таунсенд през ноември е малко споменат във Великобритания и повече в чужбина. След финализирането на развода през декември 1952 г. обаче се разпространяват слухове за него и Маргарет; разводът и споделената скръб от смъртта на краля през февруари 1952 г. вероятно са им помогнали да се съберат в уединението на Кларънс Хаус, където Маргарет има собствен апартамент.
Личният секретар на кралицата сър Алън Ласел пише, че Таунсенд му е казал, че е помолил Маргарет да се омъжи за него малко преди Коледа 1952 г. Други източници твърдят, че това се е случило през февруари или април 1953 г. Той е с 15 години по-възрастен от нея и има две деца от предишния си брак. Маргарет приема и информира сестра си кралицата, чието съгласие се изисква от Закона за кралските бракове от 1772 г. По време на кризата с абдикацията на Едуард VIII Англиканската църква отказва да одобри повторния брак на разведените. Кралица Мери е починала наскоро и след коронацията на Елизабет II новата кралица планира да обиколи Британската общност за шест месеца. Тя казва на сестра си: „При тези обстоятелства не е неразумно да те помоля да изчакаш година“  и да запази връзката си в тайна до коронацията. 
Конституционната криза, предизвикана от предложения брак, е публична. Кралицата е посъветвана от Ласел да изпрати Таунсенд в чужбина, но тя отказва и вместо това го прехвърля от домакинството на кралицата майка в своето, въпреки че той не придружава Маргарет, както е планирано, на обиколката в Южна Родезия. Уинстън Чърчил лично одобрява „една прекрасна млада кралска дама, омъжена за галантен млад летец“, но съпругата му Клементайн му напомня, че той е направил същата грешка по време на кризата с абдикацията. Кабинетът отказва да одобри брака, както и Джефри Фишър, архиепископ на Кентърбъри, който смята, че Маргарет не може да се омъжи за разведен мъж; противниците казват, че бракът ще застраши монархията, както е направил Едуард VIII. Чърчил обсъжда брака през 1953 г. на конференцията на министър-председателите на Британската общност, проведена с коронацията; Уестминстърският статут от 1931 г. изисква парламентите на доминионите също да одобряват всеки законопроект за отказ, променящ линията на наследяване. Канадското правителство заявява, че промяната на линията два пъти за 25 години би навредила на монархията. Чърчил информира кралицата, че както неговият кабинет, така и министър-председателите на Доминиона са против брака и че парламентът няма да одобри брак, който няма да бъде признат от Англиканската църква, освен ако Маргарет не се откаже от правата си върху трона.
Съобщава се, че принц Филип е бил най против Таунсенд в кралското семейство, докато майката и сестрата на Маргарет са искали тя да бъде щастлива, но не са одобрявали брака. Освен развода на Таунсенд двата основни проблема са финансовият и конституционният. Маргарет не притежава голямото богатство на сестра си и й трябват 6000 британски лири годишна надбавка за граждански списък и 15 000 британски лири допълнителна надбавка, които парламентът да й предостави при подходящ брак. Тя не възразява да бъде отстранена от линията на наследяване на трона, тъй като смъртта на Елизабет и всичките й деца е малко вероятно, но получаването на парламентарно одобрение за брака би било трудно и несигурно. На 25-годишна възраст Маргарет вече няма да се нуждае от разрешението на кралицата съгласно Закона от 1772 г.; тя може, след като уведоми Тайния съвет на Обединеното кралство, да се омъжи след една година, ако парламентът не й попречи. Чърчил обаче казва на Елизабет, че ако някой може лесно да напусне линията на наследяване, друг може лесно да влезе в линията, което е опасно за една наследствена монархия.
Елизабет казва на двойката да изчака до 1955 г., когато Маргарет ще на 25 години, избягвайки това кралицата публично да не одобри брака на сестра си. Ласел, който сравнява Таунсенд с Теудас, „който се хвали, че е някой“, се надява, че разделянето му с Маргарет ще сложи край на романса им. Чърчил урежда назначението на Таунсенд като въздушно аташе в британското посолство в Брюксел; той е изпратен на 15 юли 1953 г., преди Маргарет да се завърне от Родезия на 30 юли. Това е толкова внезапно, че британският посланик научава за това от вестник. Въпреки че Маргарет и Таунсенд знаят за новата му работа, според съобщенията им е обещано да се съберат няколко дни преди заминаването му. В продължение на две години спекулациите в пресата продължават. В Брюксел Таусенд избягва партитата и да го виждат с жени. С малко задължения (синекурата е премахната след него) той подобрява своя френски и конна езда. Присъединява се към белгийски клуб по прескачане на препятствия и участва в състезания из Европа. Църквата каза на Маргарет, че няма да може да получи причастие, ако се омъжи за разведен мъж.
Двойката не е ограничена в комуникацията по пощата и по телефона. Маргарет работи с приятели по благотворителните продукции на пиесите Lord and Lady Algy и The Frog и излиза публично с мъже. През януари 1955 г. тя прави първото от много пътувания до Карибите, може би за да отвлече вниманието и като награда за това, че е далеч от Таунсенд. Той тайно пътува до Великобритания; докато дворецът знае за едно посещение, според съобщенията той  прави други пътувания за нощувки и уикенди с принцесата в Кларънс Хаус - нейният апартамент има собствена входна врата, и в домовете на приятели. Тази пролет Таунсенд за първи път говори пред пресата: „Писна ми да бъда принуден да се крия в апартамента си като крадец“, но дали ще може да се ожени „включва повече хора от мен самия“. Съобщава се, че той вярва, че изгнанието му от Маргарет скоро ще приключи, че любовта им е силна и че британският народ ще подкрепи брака. Таунсенд получава бодигард и полицейска охрана около апартамента си, след като белгийското правителство получи заплахи за живота му, но британското правителство все още не казва нищо.
Пресата описва 25-ия рожден ден на Маргарет, 21 август 1955 г., като деня, в който тя е свободна да се омъжи, и очаква скоро съобщение за Таунсенд. На 12 октомври той се завръща от Брюксел като ухажор на Маргарет. Кралското семейство измисля начин да не бъде домакин на Таунсенд, но той и Маргарет официално се ухажват на вечери, организирани от приятели като Марк Бонам Картър. Въпреки че двойката никога не е виждана заедно на публично място през това време, общият консенсус е, че те ще се оженят. Наблюдателите изтълкуват молбата на Бъкингамския дворец към пресата да зачита неприкосновеността на личния живот на Маргарет – първият път, когато дворецът обсъжда скорошния личен живот на принцесата, като доказателство за предстоящото обявяване на годежа им,  вероятно преди откриването на парламента на 25 октомври.
Защо няма годеж, не е ясно. Маргарет вероятно вечеъне e била сигурна в желанието си да се омъжи за Таунсенд, след като пише на министър-председателя Антъни Идън през август, че „Едва като го виждам по този начин, чувствам, че мога правилно да реша дали мога да се омъжа за него или не“. Упълномощеният й биограф Кристофър Уоруик казва, че писмото е доказателство, че любовта й към Таунсенд не е толкова силна, колкото вярва обществото, и че тя иска само министър-председателят и Елизабет да знаят за нейната несигурност.  Маргарет може да е казала на Таунсенд още на 12 октомври, че съпротивата на правителството и семейството срещу брака им не се е променила; възможно е нито те, нито Елизабет да са разбрали до тази година колко труден е актът от 1772 г., който прави кралския брак без разрешението на монарха. Влиятелна редакционна статия от 26 октомври в Таймс, в която се посочва, че „сестрата на КРАЛИЦАТА, омъжена за разведен мъж (въпреки че е невинната страна), ще бъде безвъзвратно дисквалифицирана от участието си в основната кралска функция“, представлява гледната точка на Истаблишмънта за това, което смята за евентуално опасната криза. Това убеждава мнозина, които вярват, че медиите преувеличават, във факта че Маргарет наистина може да се противопостави на Църквата и на кралските стандарти. Таунсенд има само доходите си от Кралските ВВС и освен таланта да пише няма опит в друга работа. Той пише в автобиографията си, че Маргарет „можеше да се омъжи за мен, само ако беше готова да се откаже от всичко – положението си, престижа си, личната си чанта. Просто нямах тежестта, знаех го, да противодействам на всичко, което тя щеше да загуби". Кралският историк Хюго Викерс пише, че планът за раздяла на Ласел е проработил и любовта между тях е умряла. Уоруик казва, че "след като прекараха две години разделени, те вече не бяха толкова влюбени, колкото преди. Таунсенд не беше любовта на живота й - любовта на живота й беше нейният баща, крал Джордж VI, когото тя обожаваше". 
Решението да не се омъжва за Таусенд е взето на 24 октомври и през следващата седмица Маргарет работи върху формулировката на изявлението си, което е публикувано на 31. В началото на 80-те години тя все още протестира пред биографите, че на двойката са били дадени фалшиви надежди, че бракът е бил възможен, и казва, че е щяла да прекрати връзката си по-рано, ако е била информирана за друго.
През октомври 1993 г. приятелка на Маргарет разкрива, че тя се е срещала с Таунсенд за последен път преди смъртта му през 1995 г. Тя не иска да присъства на срещата, на която и двамата са поканени през 1992 г., от страх, че това може да бъде подхванато от пресата, затова поисква вместо това да го види насаме.

## Брак и развод с Антъни Армстронг-Джоунс
Маргарет се запознава с фотографа Антъни Армстронг-Джоунс на вечеря през 1958 г. Те се сгодяват през октомври 1959 г. Той й дава годежен пръстен с рубин, заобиколен от диаманти във формата на розова пъпка. Съобщава се, че тя е приела предложението му ден след като е научила от бившия си приятел Питър Таунсенд, че той възнамерява да се ожени за младата белгийка Мари-Лус Джаман, която е наполовина по-млада от него и много прилича на Маргарет. Съобщението на Маргарет за нейния годеж на 26 февруари 1960 г. изненадва пресата, тъй като тя е крила романса от репортерите.
Маргарет се омъжва за Армстронг-Джоунс в Уестминстърското абатство на 6 май 1960 г. Церемонията е първата кралска сватба, излъчена по телевизията и привлича 300 милиона зрители по целия свят. За сватбената церемония са поканени 2000 гости. Булчинската рокля на Маргарет дело на Норман Хартнел и е носена с тиарата на Август Бамфилд, 2-ри браон Полтимор. Тя има осем млади шаферки, водени от нейната племенница, принцеса Ан. Херцогът на Единбург придружава булката, а кумът е д-р Роджър Гилиат. Архиепископът на Кентърбъри Джефри Фишър води брачната служба. След церемонията двойката се появява традиционно на балкона на Бъкингамския дворец. Меденият месец им е шестседмичен карибски круиз на борда на кралската яхта Британия. Като сватбен подарък Колин Тенант й подарява парцел земя на своя частен карибски остров Мустик. Младоженците се нанасят в квартира в двореца Кенсингтън.
През 1961 г. съпругът на Маргарет става граф на Сноудън. Двойката има две деца: Дейвид, роден на 3 ноември 1961 г., и Сара, родена на 1 май 1964 г. Бракът разширява социалния кръг на Маргарет извън двора и аристокрацията, за да включи знаменитости от шоубизнеса и бохеми. По това време се смята, че отразява разрушаването на британските класови бариери. Семейство Сноудън експериментира със стиловете и модата на 60-те години.
Двамата  съпрузи редовно имат извънбрачни връзки. Армстронг-Джоунс има поредица от афери, включително с дългогодишната си любовница Ан Хилс и с лейди Жаклин Руфъс-Айзъкс, дъщеря на 3-тия маркиз на Рединг. Съобщава се, че Маргарет има първата си извънбрачна връзка през 1966 г. с кръстника на дъщеря си Антъни Бартън, производител на вино от Бордо. Година по-късно тя има едномесечна връзка с Робин Дъглас-Хоум, племенник на бившия британски премиер Алек Дъглас-Хоум. Той страда от депресия и се самоубива 18 месеца след раздялата си с нея. Твърденията, че е имала романтична връзка с музиканта Мик Джагър, актьора Питър Селърс и австралийския играч по крикет Кийт Милър, са недоказани. Според биографа Шарлот Брийс, артистът Лесли Хътчинсън има краткотрайна връзка с Маргарет през 1955 г. Биография от 2009 г. на актьора Дейвид Нивън включва твърдения, базирани на информация от вдовицата на Нивън и от добър негов приятел, че той е имал връзка с Маргарет, 20 години по-млада от него. През 1975 г. Маргарет е включена сред жените, с които актьорът Уорън Бейти е имал романтични връзки.
Отвъд извънбрачните връзки бракът е придружен от наркотици, алкохол и странно поведение (като напр. оставянето на списъци на Сноудън с „нещата, които мразя в теб“, които Маргарет да намира между страниците на книгите, които чете).
В началото на 70-те години двойката се отчуждава. През септември 1973 г. Колин Тенант запознава Маргарет с Роди Луелин. Луелин е със 17 години по-млад от нея. През 1974 г. тя го кани като гост в Ле Жоли О –вилата й на о-в Мустик. Това е първото от няколкото  му посещения. Маргарет описва връзката им като „любящо приятелство". През февруари 1976 г. снимка на Маргарет и Луелин по бански на острова е публикувана на първа страница на таблоида Нюз ъф дъ Уърлд. Пресата описва Маргарет като хищна по-възрастна жена, а Луелин като нейния любовник- момче-играчка.
На 19 март 1976 г. Маргарет и Сноудън публично признават, че бракът им е безвъзвратно разбит и че са решили да се разделят.  Някои политици предлагат премахването на Маргарет от гражданския списък. Лейбъристките депутати я заклеймяват като „кралски паразит“ и „негодница“. На 24 май 1978 г. е издадено съдебното решение за развода на двойката. През същия месец Маргарет се разболява и е диагностицирана с гастроентерит и алкохолен хепатит, въпреки че Уоруик отрича, че някога е била алкохоличка. На 11 юли 1978 г. разводът е финализиран. Това е първият развод на старши член на британското кралско семейство след този на принцеса Виктория Мелита от Единбург през 1901 г. Твърди се, че Маргарет не е искала развод: тя се е опитала да направи брака си успешен, но имало „твърде много предизвикателства“. Опустошена от развода, тя никога не се омъжва повторно. На 15 декември 1978 г. Сноудън се жени за Луси Линдзи-Хог, но той и Маргарет остават близки приятели. През 1981 г. Луелин се жени за Татяна Соскин, с която се познава от 10 години. Маргарет остава близка приятелка и с двамата.

## Обществен живот
Сред първите официални ангажименти на Маргарет е пускането на океанския кораб Edinburgh Castle в Белфаст през 1947 г. Впоследствие тя отива на множество обиколки на различни места; в първата си голяма обиколка тя се присъединява към родителите и сестра си за обиколка на Южна Африка през 1947 г. Нейната обиколка на борда на Британия до британските колонии в Карибите през 1955 г. е сензация в цяла Западна Индия и на нея са посветени парчета в стил „Калипсос“. Докато колониите на Британската общност на нациите се стремят към националност, Маргарет представлява Короната на церемониите за независимост в Ямайка през 1962 г. и Тувалу и Доминика през 1978 г. Посещението й в Тувалу е прекратено от заболяване, вероятно вирусна пневмония и тя е откарана със самолет в Австралия, за да се възстанови. Други задгранични обиколки включват Източна Африка и Мавриций през 1956 г., Съединените щати през 1965 г., Япония през 1969 г. и 1979 г., Съединените щати и Канада през 1974 г., Австралия през 1975 г., Филипините през 1980 г., Свазиленд през 1981 г. и Китай през 1987 г.
През август 1979 г. братовчедът на Маргарет лорд Маунтбатън и членове на семейството му са убити от бомба, поставена от Временната ирландска републиканска армия. През октомври, докато е на обиколка за набиране на средства в Съединените щати от името на Кралската опера, Маргарет вечеря в Чикаго с колумниста Абра Андерсън и кмета Джейн Бърн. Тя им казва, че кралското семейство е трогнато от многото съболезнователни писма от Ирландия. На следващия ден съперникът на Андерсън Ърв Купчинет публикува твърдение, че Маргарет е нарекла ирландците „свине“. Маргарет, Андерсън и Бърн правят опровержение, но вредата вече е нанесена.  Останалата част от турнето предизвиква демонстрации, а охраната на Маргарет е удвоена пред лицето на физически заплахи.

## Благотворителна дейност
Основните интереси на Маргарет са благотворителни организации, музиката и балетът. Била е председателка на Националното дружество за превенция на жестокостта към деца (NSPCC), Кралското шотландско дружество за превенция на жестокостта към деца (Children 1st), и Invalid Children's Aid Nationwide (наричана още „I CAN'). Тя също така е висш председател на бригадата за бърза помощ Сейнт Джон. Била президент или патрон на множество организации, като Олимпийската асоциация на Западна Индия, Girl Guides, Северен балетен театър, Кралски балет Бърмингам, Шотландския балет, Tenovus Cancer Care, ]  Кралския колеж за медицински сетри и London Lighthouse (благотворителна организация за борба със СПИН, която оттогава се слива с Terrence Higgins Trust). В качеството си на президент на Кралския балет тя изиграва ключова роля в стартирането на фонд за дама Марго Фонтейн, която изпитва финансови проблеми. С помощта на Children's Royal Variety Performance тя също така организира годишно набиране на средства за NSPCC. В някои моменти Маргарет е критикувана, че не е толкова активна в благотворителнте си изяви, колкото другите членове на кралското семейство.

## Здравословни проблеми  и смърт
По-късният живот на Маргарет е помрачен от сериозни здравословни проблеми. Тя започва да пуши в края на тийнейджърските си години и продължава много години след това. През 70-те години претърпява нервен срив и е лекувана за  депресия. По-късно страда от мигрена, ларингит и бронхит. През януари 1980 г. е оперирана в Лондонската клиника за отстраняване на доброкачествена кожна лезия. На 5 януари 1985 г. й е отстранен част от левия бял дроб; операцията прави паралели с тази на баща й преди 34 години. През 1991 г. се отказва от цигарите, въпреки че продължава да пие много. Съобщава се, че е спряла да пуши през януари 1993 г., въпреки че служителите твърдят, че понякога продължават да усещат миризмата на цигарен дим в нейния апартамент.
През януари 1993 г. е приета в болница за пневмония. Тя получава лек инсулт на 23 февруари 1998 г. във вилата си на о-в Мустик. В началото на следващата година получава тежки изгарания по краката при инцидент в банята, което се отразява на нейната мобилност, тъй като се нуждае от опора при ходене и понякога използва инвалидна количка. Хоспитализирана е на 10 януари 2001 г. поради загуба на апетит и проблеми с преглъщането след нов инсулт. До март 2001 г. инсултите я оставят с частично зрение и парализа от лявата страна. Последните публични изяви на Маргарет са на празненствата по случай 101-ия рожден ден на майка й през август 2001 г. и празнуването на 100-ия рожден ден на нейната леля принцеса Алис, херцогиня на Глостър, през декември същия ден.
71-годишната Маргарет умира в Болницата на крал Едуард VII в Лондон на 9 февруари 2002 г., три дни след 50-ата годишнина от смъртта на баща си. Тя е 11-та в линията за наследяване на трона към момента на смъртта си. Предишния ден тя получава нов инсулт, последван от сърдечни проблеми. Принц Чарлз отдава почит на леля си в телевизионно предаване. Британски политици и чуждестранни лидери също изпращат своите съболезнования. След смъртта й частни възпоменателни служби са проведени в църквата „Света Мария Магдалена“ в Сандрингам Хаус в Норфолк и в замъка Гламис в Шотландия.
- Ковчегът на Маргарет, покрит с личния й флаг, е пренесен от двореца Кенсингтън в двореца Сейнт Джеймс преди нейното погребение.[181] Погребението й е на 15 февруари 2002 г., 50-ата годишнина от погребението на баща й.[182] В съответствие с нейните желания церемонията е частна служба в параклиса „Сейнт Джордж“ в замъка Уиндзор, за семейството и приятелите.[183] За разлика от повечето други членове на кралското семейство тя е кремирана в крематориума Слау.[184] Прахът й е временно поставен в кралския трезор на параклиса „Сейнт Джордж“. Кралицата майка умира седем седмици след Маргарет и прахът на Маргарет е преместен в мемориалния параклис на крал Джордж VI в „Сейнт Джордж“ след погребението на майка й.[185][182][186] Държавна мемориална служба се провежда в Уестминстърското абатство на 19 април 2002 г.[187] На 30 март 2012 г. в параклиса „Сейнт Джордж“ в замъка Уиндзор се провежда друга мемориална служба за отбелязване на 10-ата годишнина от смъртта им, на която присъстват кралица Елизабет II и други членове на кралското семейство.[188]